# Ścieżka przyrodnicza Grobla Honczarowska

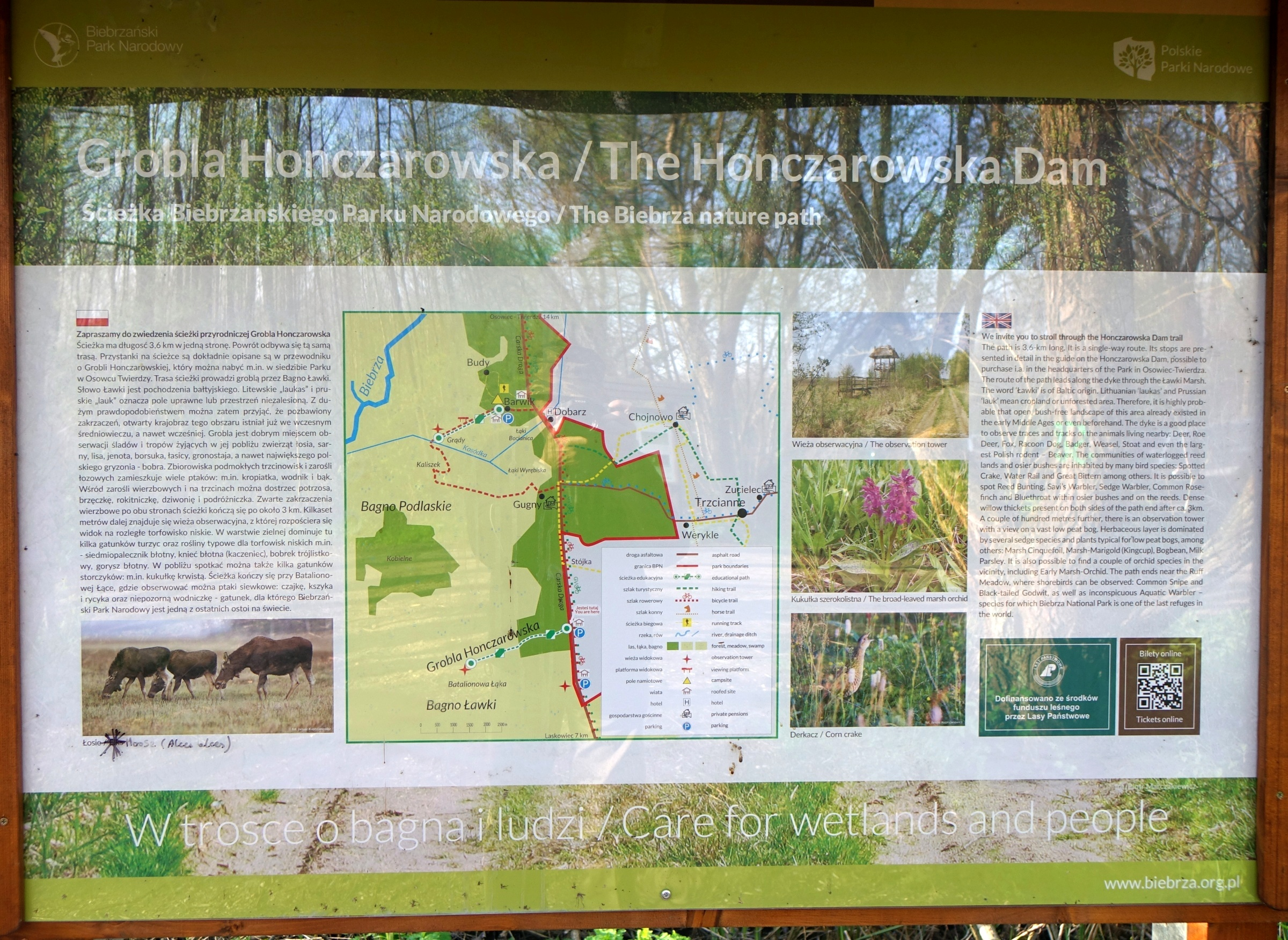
Tablica ścieżki dydaktycznej

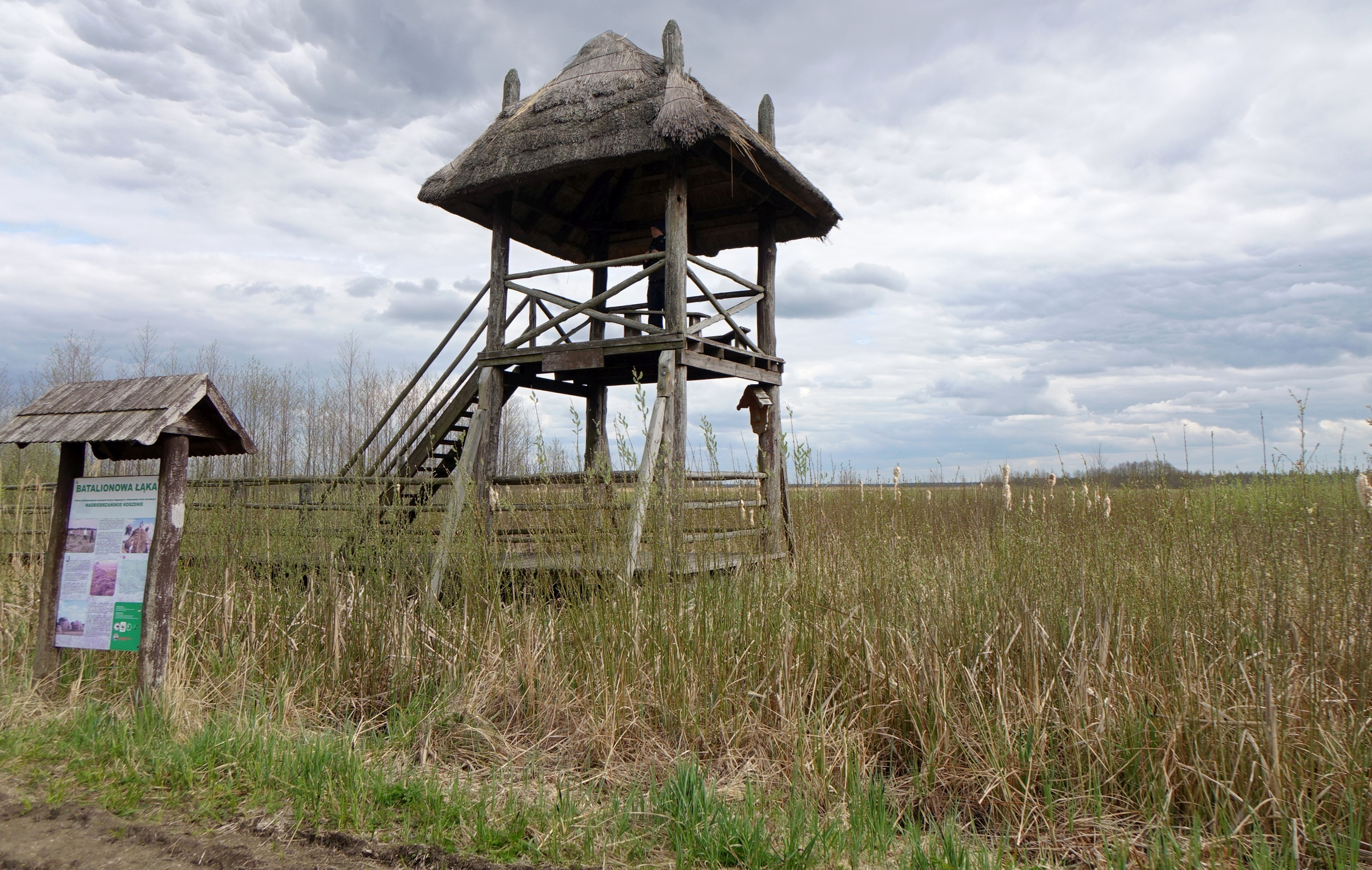
Wieża widokowa przy Batalionowej Łące

Ścieżka przyrodnicza „Grobla Honczarowska” – zielono znakowana ścieżka dydaktyczna w Biebrzańskim Parku Narodowym, w granicach wsi Nowa Wieś w województwie podlaskim, w powiecie monieckim, w gminie Trzcianne. Zaczyna się przy Olszowej Drodze i ma długość 3,6 km w jedną stronę. Powrót tą samą trasą, tak więc łączna długość przejścia to około 7 km, a czas zwiedzania 2–4 godz. Nazwa ścieżki pochodzi od grobli, na mapie Geoportalu opisanej jako Grobla Honczarowska.
Ścieżka prowadzi wygodną drogą, początkowo przez las, następnie usypaną groblą przez bagno Ławki na zachód, w kierunku Biebrzy. Otwarty, pozbawiony drzew i krzewów teren istniał tutaj już we wczesnym średniowieczu, a być może jeszcze dawniej. Świadczy o tym nazwa bagna; litewskie słowo „laukas” i pruskie „lauk” oznaczają bowiem teren bezleśny lub pole uprawne.
Z grobli obserwować można tropy żyjących w okolicy zwierząt: łosia, sarny, jenota, lisa, borsuka, łasicy, gronostaja i bobra. Na turzycowiskach dostrzec można wiele ptaków, m.in. bąka, kropiatkę i wodnika, a w zaroślach wierzbowych i wśród turzyc potrzosa, rokitniczkę, dziwonię i podróżniczka. Na torfowisku wśród turzyc występują typowe rośliny bagienne: knieć błotna, siedmiopalecznik błotny, bobrek trójlistkowy i gorysz błotny. Z rzadkich roślin na turzycowisku zakwita kukułka krwista.
Przy ścieżce Grobla Honczarowska jest kryta słomą wieża widokowa, kształtem nawiązująca do kopy siana. Dawniej bowiem turzycowisko było koszone, a skoszone siano znoszono i składano w najbardziej suchych miejscach w postaci brogów. Ścieżka kończy się przy Batalionowej Łące, na której gniazduje rzadki ptak wodniczka. Biebrzański Park Narodowy jest jednym z jego ostatnich siedlisk na świecie. Oprócz niego na łące gniazdują batalion, bekas kszyk, czajka i rycyk.